# Winthrop (Waszyngton)
Winthrop – miasto w Stanach Zjednoczonych, w stanie Waszyngton, w hrabstwie Okanogan.